# Phù Cừ
Phù Cừ là một huyện cũ nằm ở phía Đông tỉnh Hưng Yên, Việt Nam

## Vị trí địa lý
Huyện Phù Cừ có vị trí địa lý:
- Phía đông và phía bắc giáp huyện Thanh Miện, tỉnh Hải Dương
- Phía tây giáp huyện Ân Thi và huyện Tiên Lữ
- Phía nam giáp huyện Quỳnh Phụ và huyện Hưng Hà thuộc tỉnh Thái Bình.

Huyện Phù Cừ có diện tích 94,64 km², dân số năm 2020 là 80.329 người, mật độ dân số đạt 849 người/km².
Sông Luộc là ranh giới giữa huyện với tỉnh Thái Bình và sông Cửu An là ranh giới giữa huyện với tỉnh Hải Dương. Ngoài ra, trên địa bàn huyện còn có sông Nghĩa Lý chảy qua.

## Lịch sử
Trong lịch sử, tên gọi của huyện có nhiều lần thay đổi. Theo tư liệu lịch sử và một số thư tịch cổ khác cho biết, mảnh đất thuộc huyện Phù Cừ ngày nay có lịch sử định cư khá sớm. Đầu công nguyên, mảnh đất này thuộc huyện Cửu Diên, quận Giao Chỉ. Thời Tiền Lê đổi đạo thành lộ, dưới lộ là phủ, dưới phủ là hương, địa bàn của huyện thuộc Khoái Lộ. Sau đó, lại đổi lộ thành châu nên vẫn thuộc Khoái Châu. Vào năm Nhâm Tý (1252), cả nước có 12 phủ, dưới phủ là huyện, vùng đất Phù Cừ hiện nay là huyện Phù Dung thuộc phủ Khoái Châu. Khi nhà Mạc lên ngôi, kiêng tên húy của Mạc Thái Tổ (tức Mạc Đăng Dung) nên đổi tên thành huyện Phù Hoa. Đến thời Lê Trung Hưng lấy lại tên cũ là Phù Dung. Năm Cảnh Hưng thứ 2 (1741) Lê Hiển Tông đổi đạo thành trấn (có thượng trấn và hạ trấn) huyện Phù Dung thuộc phủ Khoái Châu của Sơn Nam thượng trấn.
Đến năm Minh Mạng thứ 12 (1831), tỉnh Hưng Yên được thành lập gồm có phủ Khoái Châu và phủ Tiên Hưng, từ đó huyện Phù Dung là một trong tám huyện của tỉnh Hưng Yên. Đến năm Thiệu Trị thứ 2 (1842) huyện Phù Dung đổi tên là huyện Phù Cừ. Năm Tự Đức thứ 4 (1858), huyện Phù Cừ được chuyển về phủ Tiên Hưng cùng tỉnh.
Năm Thành Thái thứ 6 (1894), chuyển hai huyện Phù Cừ và Tiên Lữ về phủ Khoái Châu, phủ Tiên Hưng còn lại hai huyện Duyên Hà và Hưng Nhân nhập vào tỉnh Thái Bình.
Trước Cách mạng Tháng Tám năm 1945, huyện có 56 xã (tức 56 làng bằng 60 thôn) thuộc 6 tổng:
1. Tổng Hoàng Tranh  có 13 xã (13 làng bằng 15 thôn: Xã Quế Lâm, xã Ngọc Tranh, xã Trúc Giản, xã Hoàng Tranh (có nhị thôn là Phương thôn và Viên thôn), xã Ải Quan, xã Đại Duy, xã Khả Duy, xã Đông Cáp (có nhị thôn là Cáp trên và Cáp dưới), xã Đồng Minh, xã Long Cầu, xã Đoàn Đào, xã Hà Linh, xã Duyên Linh
2. Tổng Ba Đông  có 11 xã (tức 11 làng bằng 11 thôn): Xã Ba Đông, xã Trà Bồ, xã Phương Bồ, xã Duyệt Văn, xã Duyệt Lễ, xã Nghĩa Vũ, xã Tần Tranh, xã Tần Nhẫn, xã Cao Xá, xã Phú Mãn và xã Phú Ân
3. Tổng Viên Quang  có 8 xã (tức 8 làng bằng 10 thôn): xã Viên Quang, xã Quang Xá (nhị thôn là Phú Mỹ và thôn Nguyễn), xã Thọ Lão, xã Ngũ Lão, xã Phan Xá, xã Tống Xá, xã Vũ Xá và xã Trần Xá (có nhị thôn Thượng và Hạ)
4. Tổng Cát Dương  có 8 xã (tức 8 làng bằng 8 thôn): xã Cát Dương, xã Hạ Cát, xã Nhật Lệ, xã Yên Lệ, xã Quang Lệ, xã An Nhuế, xã Đình Cao, xã Văn Sa.
5. Tổng Võng Phan  có 8 xã (tức 8 làng bằng  8 thôn): xã Võng Phan, xã An Cầu, xã Trà Dương, xã La Tiến, xã Thị Viên, xã Giang Tân, xã Hạ Đồng, xã Sỹ Quý
6. Tổng Kim Phương  có 8 xã (tức 8 làng bằng 8 thôn): xã Kim Phương, xã Phù Oanh, xã Phạm Xá, xã Hoàng Xá, xã Hoàng Các, xã Nại Khê, xã Cự Phú, xã Tam Đa (có trại Tam Đa và Trại Vàng).

Đến tháng 3 năm 1946, các xã mới được thành lập trên cơ sở các làng. Huyện Phù Cừ gồm 15 xã: Ái Quốc, Bội Châu, Chí Minh, Duyên Hà, Kim Anh, Minh Hoàng, Minh Tân, Ngọc Thụ, Nguyên Hòa, Nhật Quang, Quang Hưng, Quang Trung, Quyết Tiến, Tống Trân, Trần Cao.
Năm 1947, địa giới hành chính các xã có sự thay đổi như sau:
- Đổi tên xã Ái Quốc thành xã Phan Sào Nam
- Hợp nhất hai xã Ngọc Thụ và Bội Châu thành xã Trường Chinh
- Sáp nhập xã Duyên Hà vào xã Chí Minh
- Hợp nhất hai xã Quang Trung và Kim Anh thành xã Tiên Tiến.

Năm 1957, chia xã Nguyên Hòa thành hai xã Nguyên Hòa và Hạnh Phúc, chia xã Tiên Tiến thành hai xã Tiên Tiến và Minh Tiến.
Về sau, một số xã lại được đổi tên: xã Trường Chinh đổi thành xã Đoàn Đào, xã Chí Minh đổi thành xã Đình Cao, xã Quyết Tiến đổi thành xã Tống Phan, xã Hạnh Phúc đổi thành xã Tam Đa.
Ngày 26 tháng 1 năm 1968, tỉnh Hưng Yên hợp nhất với tỉnh Hải Dương thành tỉnh Hải Hưng, huyện Phù Cừ thuộc tỉnh Hải Hưng.
Ngày 11 tháng 3 năm 1977, Hội đồng Chính phủ ban hành Quyết định 58-CP. Theo đó, hợp nhất hai huyện Phù Cừ và Tiên Lữ thành huyện Phù Tiên.
Ngày 6 tháng 11 năm 1996, huyện Phù Tiên thuộc tỉnh Hưng Yên vừa tái lập.
Ngày 17 tháng 2 năm 1997, chia lại huyện Phù Tiên thành hai huyện Phù Cừ và Tiên Lữ.
Sau khi tái lập, huyện Phù Cừ có 14 xã: Đình Cao, Đoàn Đào, Minh Hoàng, Minh Tân, Minh Tiến, Nguyên Hòa, Nhật Quang, Phan Sào Nam, Quang Hưng, Tam Đa, Tiên Tiến, Tống Phan, Tống Trân, Trần Cao.
Ngày 22 tháng 9 năm 2000, thành lập thị trấn Trần Cao, thị trấn huyện lỵ huyện Phù Cừ trên cơ sở toàn bộ diện tích và dân số của xã Trần Cao.
Ngày 1 tháng 12 năm 2024, sáp nhập xã Minh Tiến vào xã Tiên Tiến.
Ngày 1 tháng 7 năm 2025, sau khi hoàn thành sắp xếp đơn vị hành chính cấp xã, huyện Phù Cừ chính thức giải thể để thực hiện chính quyền địa phương 2 cấp, không tổ chức cấp huyện.

## Hành chính
Huyện Phù Cừ có 13 đơn vị hành chính cấp xã trực thuộc, bao gồm thị trấn Trần Cao (huyện lỵ) và 12 xã: Đình Cao, Đoàn Đào, Minh Hoàng, Minh Tân, Nguyên Hòa, Nhật Quang, Phan Sào Nam, Quang Hưng, Tam Đa, Tiên Tiến, Tống Phan, Tống Trân.

## Kinh tế - xã hội
Trong tổng số 13 xã và thị trấn toàn huyện thì tiềm lực kinh tế mạnh nhất phải kể đến đó là thị trấn Trần Cao. Các xã còn lại có nền kinh tế khác nhau, top trên là Minh Tân, Đình Cao, Đoàn Đào, Quang Hưng, các xã còn lại tương đồng nhau.
Kinh tế nông nghiệp là chủ yếu, về mặt công nghiệp có một số dự án quan trọng là Công ty may Phố Cao, CCN làng nghề Đình Cao và một số nhà máy tại xã Đoàn Đào, Quang Hưng, Minh Tân, Nhật Quang, Tam Đa.
Kinh tế trang trại các xã: Nhật Quang, Tam Đa, Minh Tân, Quang Hưng.
Tương lai KCN Quán Đỏ (giáp gianh hai huyện Phù Cừ - Tiên Lữ) sẽ tạo sức bật và sự đột phá cho kinh tế huyện thuần nông và trở thành huyện công nghiệp.
Huyện có tài nguyên than nâu với trữ lượng khá lớn.
Huyện có cây ăn quả đặc sản nhãn, vải, chủ yếu ở xã Tiên Tiến và Tam Đa có giá trị kinh tế cao, là thị trường phát triển kinh tế và xuất khẩu tiềm năng.

### Lao động
Toàn huyện có khoảng 43.477 người trong độ tuổi lao động, có hơn 1200 người đi XKLD tại nước ngoài mỗi năm đem lại trên 400 tỷ kiều hối, nhiều nhất là các xã Minh Tân và Nhật Quang. Đây là nguồn ngoại tệ quan trọng giúp thay đổi nhanh chóng bộ mặt nông thôn các xã trong huyện.

### Làng nghề
Là một huyện phía Nam tỉnh Hưng Yên. Các làng có nghề trong huyện khá ít trong đó nghề mây tre đan và thêu tranh đang mai một dần:
- Làng có nghề mộc Tống Xá (Tống Phan)
- Làng nghề sản xuất vật liệu xây dựng Viên Quang (Quang Hưng)
- Nghề nấu cháo dinh dưỡng thôn Hà Linh (Đình Cao)
- Nghề thêu tranh Hoàng Xá (Tiên Tiến)
- Làng nghề mây tre đan Duyên Linh (Đình Cao)
- Làng XKLD ở Minh Tân, Nhật Quang.

## Văn hóa

### Di tích lịch sử
- Đền Bà (còn gọi là Chùa Bà) tọa lạc tại thôn Tân An, xã Nhật Quang, huyện Phù Cừ, thờ Nguyên Phi Ỷ Lan Hoàng Thái Hậu triều nhà Lý, có phong cảnh và giá trị kiến trúc cao, được xếp hạng di tích lịch sử văn hóa cấp Quốc gia, hàng năm mở hội từ ngày 20 đến 25 tháng 7 âm lịch. Bà là một người đức hạnh vẹn toàn đáng lưu vào sử sách.
- Nhà thờ giáo xứ Cao Xá,trước đây là tháp chuông cao nhất Huyện。
- Đậu Trà Bồ tại xã PSN cũng là một công trình kiến trúc độc đáo, có giá trị lịch sử to lớn.
- Chùa Nai tọa lạc tai thôn Nại khê xã Tiên Tiến có Pho tượng Phật A Di Đà bằng đá trắng Ngũ Hành Sơn, cao 5,2m, nặng 12,5 tấn do phật tử quyên góp là một tác phẩm Nghệ thuật có giá trị trong tỉnh Hưng Yên.
- Đền thờ Tống Trân tại xã Tống Trân. Tống Trân là "Lưỡng quốc trạng nguyên" của Việt Nam.
- Đền Thờ Cúc Hoa tại xã Minh Tiến. Cúc Hoa là Phù oanh công chúa hay Công Chúa phù oanh được vua phong tặng. Vợ của Tống Trân.
- Chùa Đình Cao tại xã Đình Cao, đây là nơi đã họp bàn phát lệnh khởi nghĩa của xã Đình Cao.

### Cây di sản
Huyện còn gìn giữ được một số cây cổ thụ có giá trị lịch sử to lớn như: cây đa La Tiến, cây đề làng Đình Cao, cây lộc vừng chùa Nhật Lệ,...

## Giao thông
Trên địa bàn huyện có 2 tuyến quốc lộ (QL38B và QL38B mới) kết hợp với các tỉnh lộ tạo thành hệ thống giao thông hoàn chỉnh:
- Quốc lộ 38B: từ Ninh Bình – Hà Nam – thành phố Hưng Yên – thị trấn Trần Cao – Thanh Miện (Hải Dương)
- Quốc lộ 38C Từ chân cầu Mai Động bắc qua sông Hồng tại Kim Động đến thị trấn Trần Cao chiều dài 21.3 km cấp III đồng bằng 2~4 làn xe.
- Quốc lộ 39B (nâng cấp từ TL386 chiều dài 25 km tiêu chuẩn cấp II đồng bằng 4 làn xe)
- TL. 386 chạy dọc huyện qua tỉnh Thái Bình là huyết mạch giao thông nối Thái Bình và Ân Thi đi Hà Nội. Dự kiến sau khi hoàn tất việc xây dựng cầu La Tiến (nối Hưng Yên - Thái Bình) thì sẽ nâng cấp tỉnh lộ 386 thành quốc lộ (lộ trình bến xe La Tiến - Nhật Quang - Trần Cao - Minh Tân - Đa Lộc- thị trấn Ân Thi)
- QL 38B mới : Điểm đầu Chu Mạnh Trinh (TP Hưng Yên) - Điểm cuối Cầu Dao - Nhật Quang - nối QL37 Hải Dương đi QL 38B, QL 39A, cầu Yên Lệnh (thành phố Hưng Yên).
- Tỉnh lộ 378: đường đê tả sông Luộc từ Tam Đa qua các xã Nguyên Hòa, Tống Trân đi cống Xuân Quan, huyện Văn Giang.
- Cầu La Tiến nối Hưng Yên và Thái Bình.
- Cầu Võng Phan trên địa phận xã Tống Trân nối trục Tân Phúc-Võng Phan đi Tp Thái Bình.
- Cầu Hải Hưng.170 tỷ nối xã Minh Tân Huyện Phù Cừ với xã Đoàn Kết huyện Thanh Miện, điểm đầu đường trục Đông-Tây tỉnh Hải Dương, dự kiến 2026 hoàn thành.
- Cầu Nhật Quang vượt sông Cửu An tại vị trí chợ Nhật cũ nối sang Đảo Cò, xã Chi Lăng Nam, huyện Thanh Miện. Dự kiến 35 tỷ, bề mặt 7m HL93.
- Đường nối cao tốc Hà Nội-Hải Phòng (nút giao  Tân Phúc - Ân Thi) với vành đai 5 tại địa phận huyện Quỳnh Phụ,
- Đường Trục 60M Tân Phúc -  Võng Phan sẽ trở thành trục đô thị công nghiệp mạnh của vùng phía nam Tỉnh, dự kiến 30/09/2025 sẽ hoàn thành.
- Bến xe La Tiến nâng cấp thành bến xe cấp tỉnh.
- Hệ thống đường huyện: DH 64, DH 80, DH 81, DH 82, DH 83, DH 85 ,DH 87, DH88 và đường liên xã kết nối hoàn chỉnh và đang đầu tư nâng cấp.

## Danh nhân
- Trạng Nguyên Tống Trân
- Bảng nhãn Trần Văn
- Trung Tướng Hữu Ước
- Thiếu Tướng Đỗ Phương Thuấn
- Thiếu Tướng Trần Sơn Hà
- Đại Tá Hoàng Đăng Vinh
- Nhà Khoa bảng Lưu Học Sỹ
- Trung tướng Hà Tuấn Vũ
- Thiếu tướng Trịnh Quang Đỉnh